# Loudia Ouolof
Loudia Ouolof (ou Loudia Ouoloff ou Loudia Wolof) est un village du Sénégal situé en Basse-Casamance. Il fait partie de la communauté rurale de Mlomp. C'est le chef-lieu de l'arrondissement de Loudia Ouoloff, dans le département d'Oussouye et la région de Ziguinchor.

## Histoire
Le village a été fondé par d'anciens détenus wolofs de l'île de Karabane à l'époque coloniale. Au moment de leur libération, les Diolas leur ont accordé quelques terres.

## Population
Lors du dernier recensement (2002), le village comptait 288 habitants et 40 ménages.
Contrairement à celle de Loudia Diola, la population – wolof – est musulmane.

### Activités économiques
Le tourisme et notamment l'écotourisme se développent dans la région.